# Georg Pencz

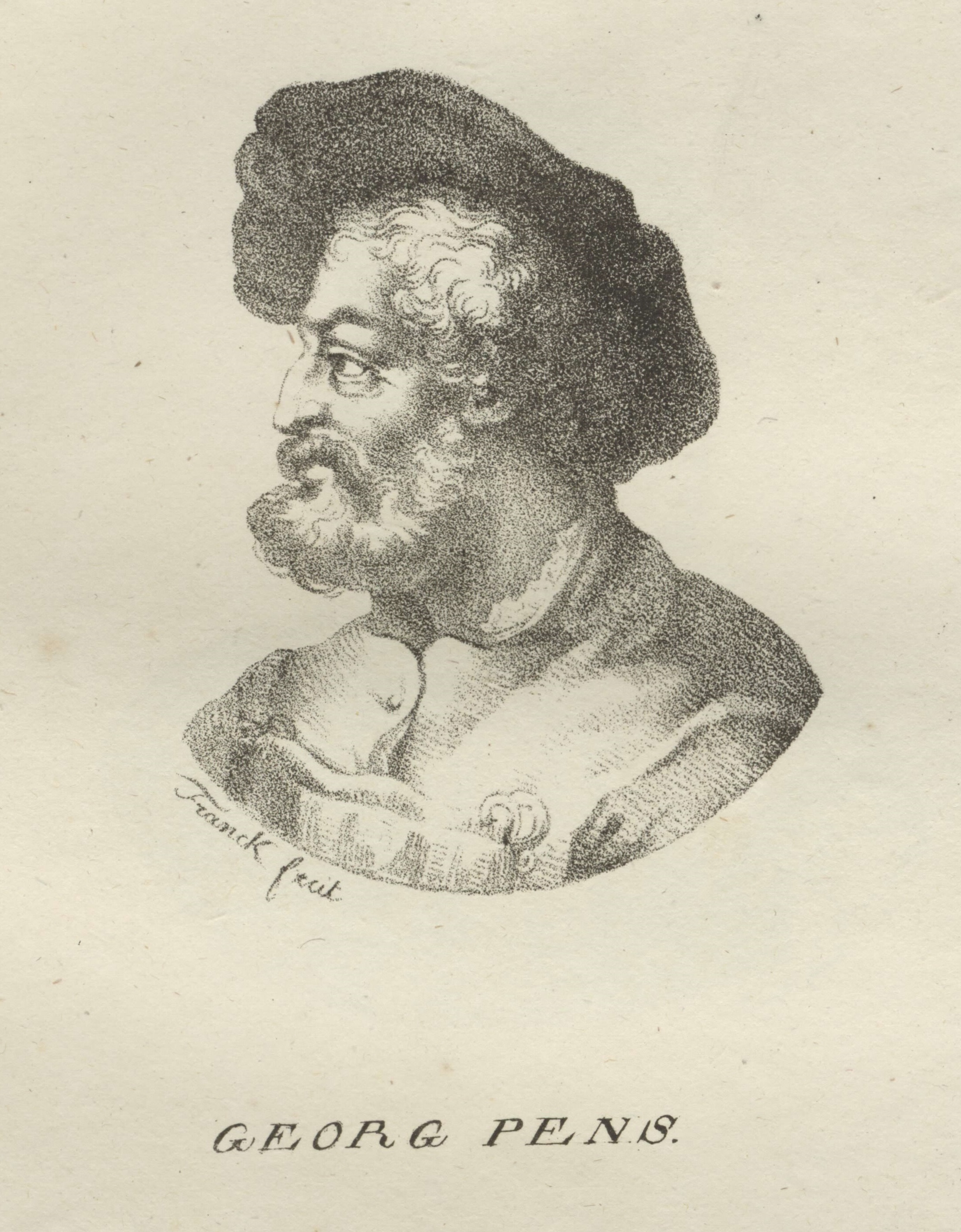
Porträt des Georg Pencz, Lithografie von Maximilian Franck im Jahre 1818 nach einer historischen Vorlage

Georg Pencz (auch Jörg Pentz, Benntz, Bentz, Benz usw.; * um 1500 wahrscheinlich in Westheim bei Bad Windsheim; † um den 11. Oktober 1550 sehr wahrscheinlich in Breslau) war ein deutscher Maler, Zeichner und Kupferstecher des Manierismus und wird mit den beiden Brüdern Beham der Gruppe der Nürnberger Kleinmeister zugerechnet.

## Leben
Georg Pencz war Geselle („Mahlknecht“) bei Albrecht Dürer und wurde 1532 offiziell zum Nachfolger von Albrecht Dürer als Stadtmaler von Nürnberg ernannt.

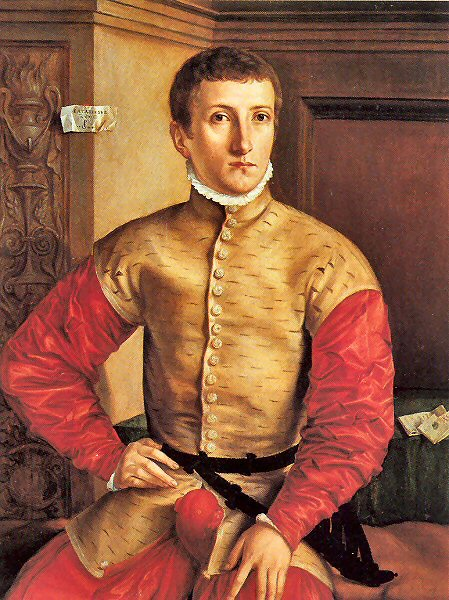
Georg Pencz, 1544

Geboren wurde Georg Pencz wahrscheinlich um 1499/1500 in Westheim bei (Bad) Windsheim. Das Alter ergibt sich aus den Verhörprotokollen von 1525 („im 25. Lebensjahr“), der Ort aus einer Erbauseinandersetzung von 1555, in der Georg Pencz und seine nächsten Benz-Verwandten (die heutige Schreibweise der Familie ist Benz) aus Windsheim genannt sind. 1514 erhielt der Stammvater dieser Familie, „Hanns Penncz von Westhenn“, das Bürgerrecht in Windsheim. Bis 1513 ist dieser „Hanns Penntz“ (mit dieser Schreibweise) noch im südlich von Windsheim gelegenen Westheim (Gemeinde Illesheim) auf dem Anwesen des späteren Schulhauses nachweisbar.
Der Maler Georg Pencz erscheint erstmals am 8. August 1523 in den Nürnberger Urkunden, als er das Bürgerrecht der Stadt Nürnberg erwarb. Die Gebühr in Höhe von 4 fl. spricht dafür, dass sein Vater kein Nürnberger Bürger war. Bereits 1521 soll Georg Pencz bei der Ausmalung des Rathauses (nach den Vorlagen von Dürer) beteiligt gewesen sein.
Im Herbst 1524 gehörte Georg Pencz zum konspirativen Kreis um den Reformtheologen Thomas Müntzer. Müntzer wollte um diese Zeit seine auf dem Index stehende „Schutzrede“ gegen Martin Luther in Nürnberg zu Druck bringen. Die Maler Georg Pencz, Barthel Beham und Sebald Beham, allesamt Anhänger Müntzers, sollten die „Schutzrede“ bildlich untermauern. Ihre konspirativen Sitzungen wurden aber denunziert und die drei Maler kamen, zusammen mit dem Nürnberger Schulrektor Hans Denck, in dessen Haus die Sitzungen stattgefunden hatten, um den 10. Januar 1525 ins Gefängnis.
Am 21. Januar fiel das Urteil gegen Hans Denck, der Nürnberg noch am selben Tag verlassen musste. Durch Urteil vom 26. Januar wurden auch die „drei gottlosen Maler“ – wegen ihrer religiösen Ansichten („ganntz gotlos und haidnisch“) und der Anstiftung zur „revolutionären Gärung im Volke“ – der Stadt verwiesen. Auch sie mussten die Stadt sofort verlassen. Wo sich die drei Maler nach dem Urteil aufhielten, ist unbekannt. Wenige Wochen nach dem Urteil kam es zu massiven Unruhen und Aufständen in der Bauernschaft (Deutscher Bauernkrieg 1525).
Ab dem Sommer 1525 lebten die drei Maler in Windsheim, wie verschiedene Bittgesuche belegen. Am 27. Mai 1525, dem Tag der Hinrichtung Thomas Müntzers wegen seiner Beteiligung am Deutschen Bauernkrieg, erhielt Georg Pencz die Erlaubnis, nach Windsheim gehen zu dürfen. Die Beham-Brüder folgten ihm bald nach Windsheim nach. Von dort schickten die drei Maler an den Rat der Stadt Nürnberg drei Bittgesuche um Rückkehr. Eines dieser Gesuche hatte schließlich Erfolg und im November 1525 konnten alle drei Maler nach Nürnberg zurückkehren. Während Barthel und Sebald Beham sehr bald Nürnberg für immer verließen, blieb Georg Pencz noch bis 1550 in der Stadt. Er war weiterhin ein zeitkritischer Geist und arbeitete bis zu seinem Lebensende eng mit dem Nürnberger Schusterpoeten Hans Sachs, einem Anhänger Luthers, zusammen. Viele religions- und gesellschaftskritische Schriften des Hans Sachs wurden von Pencz illustriert.
Von 1526 bis 1528/29 hielt sich Pencz in Italien auf. Dort trat er „in Marc-Antonio’s Schule (ein) und erreichte seinen Meister so, dass man mehrere Bilder des berühmten italienischen Künstlers für Arbeiten seines deutschen Schülers hält“. Georg Pencz verband so „glücklich die deutsche Zartheit mit der italienischen Weichheit und Breite“.
Erst um 1529/30 tauchte der Name des Georg Pencz wieder in den Nürnberger Urkunden auf. Am 18. Mai 1529 heiratete er Margaretha Graf, die Tochter seines Malerkollegen Michael Graf. Mit ihr hatte er mindestens 13 Kinder. Drei Jahre nach der Hochzeit wurde Georg Pencz Stadtmaler von Nürnberg und somit Nachfolger seines Lehrherren Albrecht Dürer. Sein Revers beginnt mit den Worten: „Ich, Jorg Benntz, Maler, Burger zu Nurmberg, Bekenne offennlich mit disem brieff“. Um diese Zeit änderte er auch seine Signatur auf den Kunstwerken von „I.B.“ in „G.P.“.
Etwa um 1534 schuf Georg Pencz sein berühmtes Deckengemälde Sturz des Phaeton im Hirsvogelsaal in Nürnberg. Georg Pencz war somit „der erste Deutsche, der in die Fußstapfen der großen italienischen Wandmaler trat“.
Um 1539 erfolgte eine zweite Italienreise. Von dieser wird u. a. berichtet, dass Georg Pencz „den Papst reservierte und mit der Verleihung der Krone zurückhaltender gezeichnet“ hat, als der bekannte italienische Künstler Girolamo Grandi aus Ferrara. Noch heute besitzt Georg Pencz in Italien großes Ansehen, wie der 1978 in Mailand erschienene Catalogo completo dell’opera die grafica die Georg Pencz beweist. Dieser Katalog wurde auch ins Englische übersetzt.
Im Jahre 1540 war Georg Pencz mit anderen „erfahrenen Italienkennern“ verantwortlich für den Empfang des späteren Kaisers Ferdinand I. in Nürnberg. Die Stadt Nürnberg wollte dem König Ferdinand I. einen Triumphzug „auf welsche Art“ bereiten und bat die Italienkenner um die Vorbereitung.
Eine lokale Tradition erzählt in La Tour-du-Pin, dass 1541 ein unbekannter Maler aus dem Norden aus Italien zurückgekehrt sei, wo er sich fortgebildet hatte. Unterwegs sei er am Mont Cenis erkrankt und nach La Tour-du-Pin gebracht worden. Aus Dankbarkeit für seine Aufnahme im Pilger-Hospital habe er das Triptychon gemalt, das Georg Pencz zugeschrieben wird.
1548 erschien der Vitruvius Teutsch, die Übertragung des antiken Architekturtraktats ins Deutsche. Die von dem römischen Architekten Vitruv (um 84 v. Chr. bis ca. 27 v. Chr.) verfassten Zehn Bücher der Architektur behandeln neben der Baukunst an sich auch die technischen Voraussetzungen für Haus- und Städtebau (Benutzung von Maschinen, Herstellung von Getreidemühlen, Wasserleitungen, Sonnenuhren). Für die deutsche Ausgabe des Vitruvius steuerte Georg Pencz 193 Holzschnitte bei.
Die künstlerischen Leistungen des Georg Pencz bewogen offenbar Herzog Albrecht von Preußen im September 1550, Pencz als Hofmaler nach Königsberg zu berufen. Auf dem Weg dorthin starb Pencz Mitte Oktober 1550 wahrscheinlich in Breslau (oder Leipzig). Bis auf die Nürnberger Ratsprotokolle vom 17. Oktober 1550 sprechen alle anderen Quellen (Nürnberger Totengeläutbuch von St. Sebald, die Aufzeichnungen des bekannten Nürnberger Rechenmeisters Johann Neudörffer, im Geheimen Archiv von Königsberg aufbewahrter Brief der Witwe des Theologen Veit Dietrich an den Markgrafen Albrecht usw.) von seinem Tod in Breslau. Neudörffer führt sogar aus: „Starb zu Breslau 1550 im Monat October sammt seinem Sohn Egidius (der kein ungeschickter Maler gewesen seyn soll) auf einen Tag“. Dieser Umstand dürfte auf einen Unglücksfall während der Fahrt nach Königsberg schließen lassen, der mit dem Tod des Georg Pencz und seines Sohnes Egidius endete.
Die hervorragendsten Werke des Georg Pencz befinden sich in den Galerien von Berlin, Gotha, Wien, Karlsruhe und Florenz. Die Dresdner Galerie besitzt drei Bruchstücke einer Anbetung der Könige. Die Zahl seiner Stiche beläuft sich auf 126. Diese zeigen den Einfluss der italienischen Renaissance noch stärker als seine Gemälde.

## Werke (Auswahl)
Malerei:

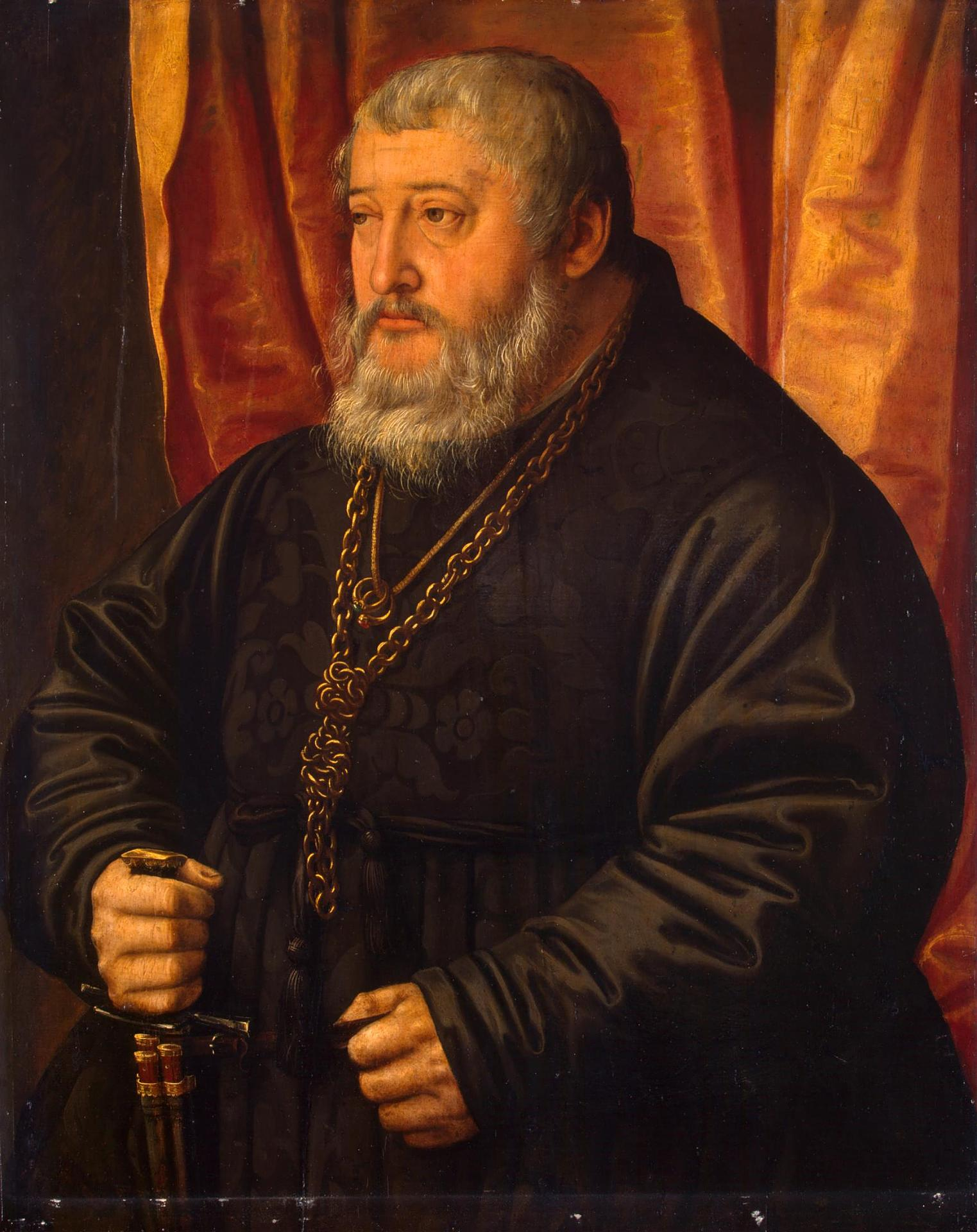
Porträt des Pfalzgrafen Ottheinrich, Detail

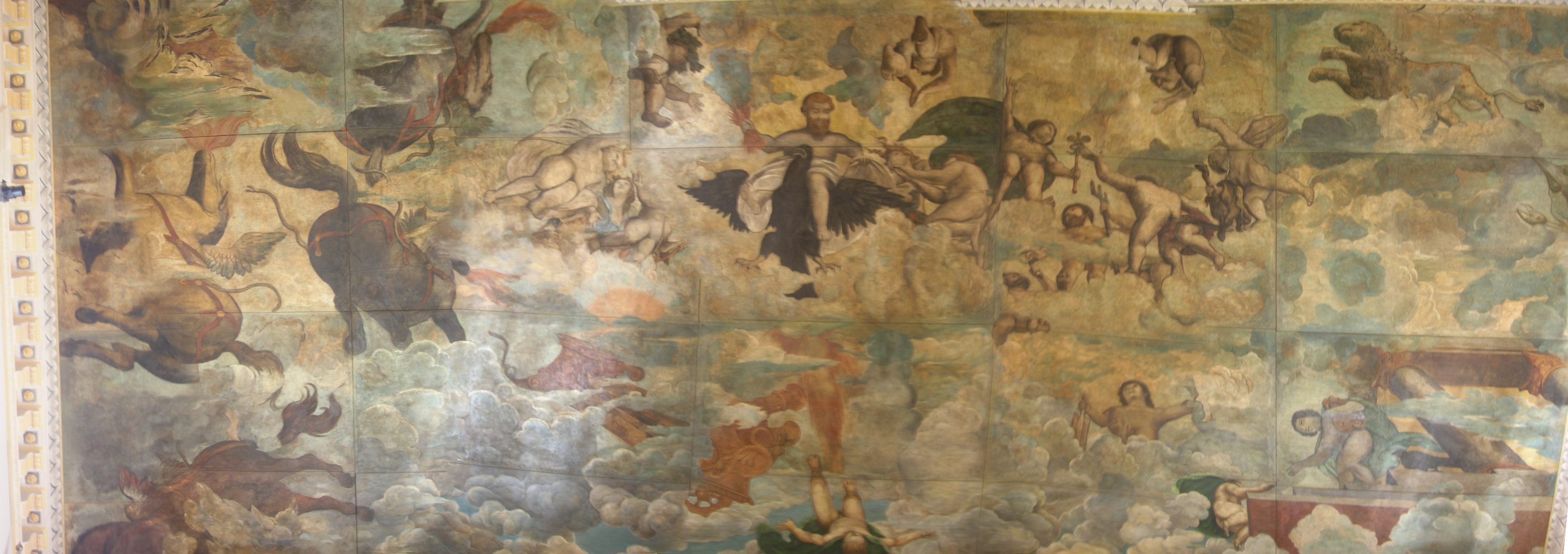
Sturz des Phaëthon

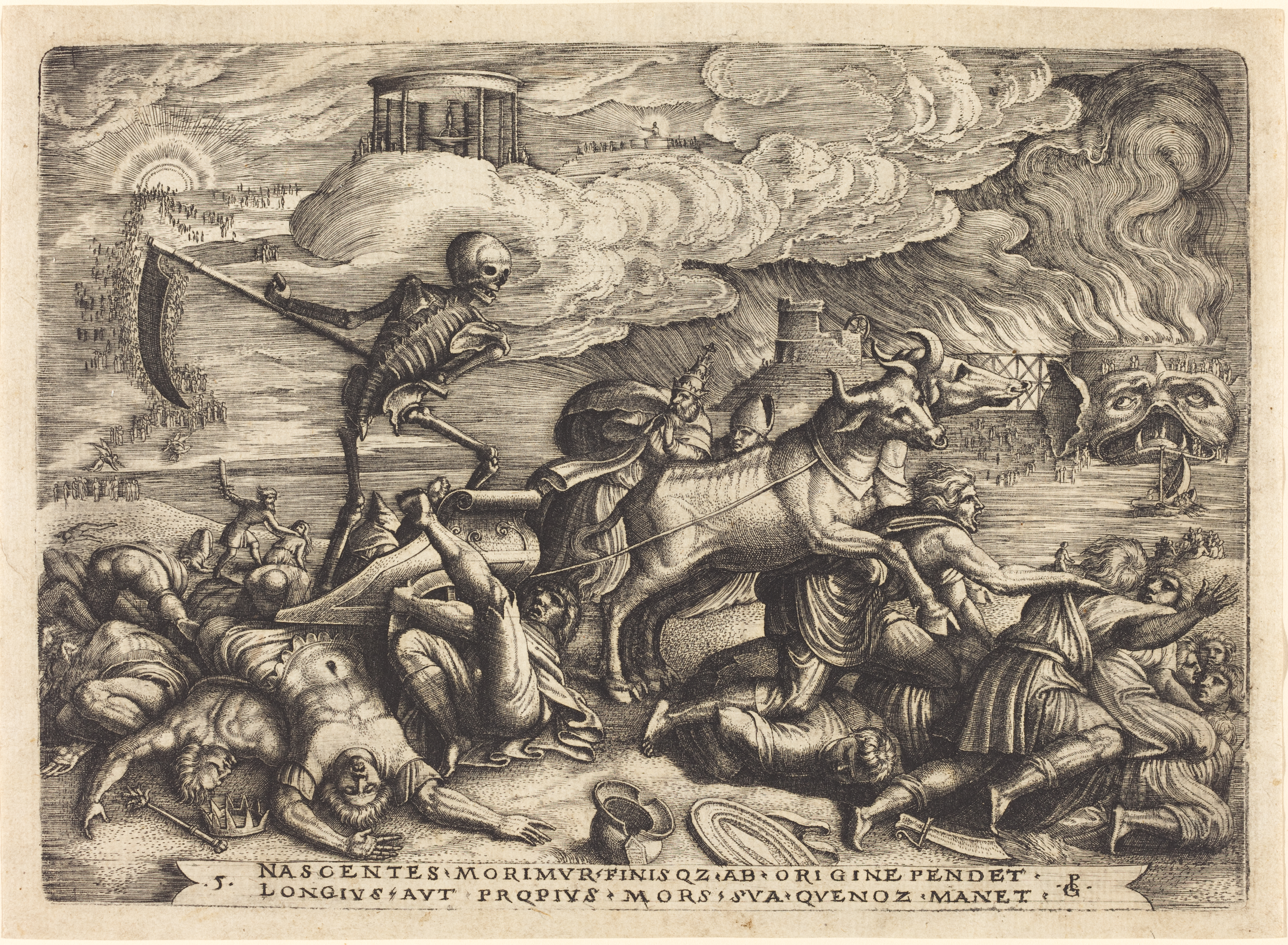
Triumph des Todes (Kupferstich)

- Der Sturz des Phaëthon, 1534, aus 20 Leinwänden zusammengesetztes Deckenbild, etwa 560 × 1220 cm – Nürnberg, Hirsvogelsaal, (ehemals Festsaal als Anbau des Hauses der Hirsvogel, Gebäude im Krieg zerstört, heute Neubau im Garten des Tucherschlosses)
- Der Nürnberger Feldhauptmann Sebald Schirmer, 1545, Holz, 124 × 96 cm – Nürnberg, Germanisches Nationalmuseum.
- Ein 18-jähriger Jüngling, 1544, Holz, 91 × 70 cm – Florenz, Galleria degli Uffizi.
- Ein 27-jähriger Bildhauer, 1549, Leinwand, 86 × 66 cm – Dublin, National Gallery of Ireland.
- Fragmente einer Anbetung der Könige (3 Fragmente), um 1530, Holz, 182 × 44 cm, beziehungsweise 58 × 28 cm, beziehungsweise 32 × 21 cm – Dresden, Gemäldegalerie.
- Heiliger Hieronymus, 1548, Leinwand auf Holz, 128 × 113 cm – Stuttgart, Staatsgalerie.
- Judith, 1531, Holz, 86 × 72 cm – München, Alte Pinakothek
- 1557: Bildniss eines Mannes, halbe Figur, mit starkem Bart, in einem schwarzen Kleid und mit einem Barett auf dem Kopf.
- 1545: Ein bärtiger Greis mit halber Figur, an einem Tische sitzend, den Kopf auf seine Rechte stützend, und mit der Linken auf einen Todenkopf zeigend.[7]

Druckgraphik:
- Triumphe nach Petrarca (Triumph der Liebe, der Keuschheit, des Ruhms, der Zeit, des Todes und der Ewigkeit), sechs Kupferstiche, 15 × 21 cm – u. a. Nürnberg, Germanisches Nationalmuseum

Handzeichnungen:
- Der Sturz des Phaethon, Grafische Sammlung der Stadt Nürnberg